# Carina Luft
Carina Luft (Montenegro, 1971) é uma escritora brasileira.
É pós-graduada em Administração. Assinou uma coluna no jornal O Progresso, da cidade de Montenegro. Publicou contos em diversas antologias antes de escrever seu primeiro romance, Fetiche (Dublinense, 2010). O livro foi finalista do Prêmio Açorianos em 2011. Em 2013, foi publicado na Alemanha pela editora Abera.

## Obras
- 2010 - Fetiche
- 2014 - Verme[4]